# Jul (EP XIV Dark Centuries)
Jul – jest to Ep grupy muzycznej XIV Dark Centuries. Nazwa albumu zaczerpnięta została od pogańskiego święta "Jul".

## Lista utworów
1. "Auf zur Schlacht" – 03:36
2. "Bragarful" – 03:31
3. "Julenzeit" – 04:27
4. "Rauhnächte" – 04:00
5. "Liodhahattr" – 01:39

## Twórcy
- Michel – wokal, teksty piosenek
- Tobald – gitara
- Uwe – gitara
- Marley – gitara basowa
- Tobi – keyboard
- Rued – perkusja